# Gallirallus dieffenbachii
El rascón de Dieffenbach (Gallirallus dieffenbachii, sin. Hypotaenidia dieffenbachii) es una especie extinta de ave gruiforme endémica de las islas Chatham, Mangere y Pitt de Nueva Zelanda. Es conocido por dos ejemplares conservados y abundante material subfósil. No se conoce nada sobre su biología, salvo que podría haber habitado entre la maleza del bosque. Presumiblemente se extinguió debido a la introducción de ratas, perros y gatos que lo depredaban. Era escaso cuando se recogió el espécimen tipo en 1840, extinguiéndose hacia 1872.